# Günter Benkö
Günter Benkö (né le 12 juillet 1955 à Oberwart) est un arbitre autrichien de football. Il est le dernier arbitre ayant dirigé une finale de C2 en 1998-1999 (finale Real Majorque-SS Lazio). Il est arbitre FIFA de 1991 à 2000 et arrête totalement en 2001. Il est élu meilleur arbitre de l'Euro 2000 et est connu pour avoir accordé un penalty aux Français en demi-finale de cette compétition pour une main d'Abel Xavier, lors de la prolongation entre la France et le Portugal. 

## Carrière
Il officie dans des compétitions majeures : 
- Coupe du monde de football de 1998 (2 matchs)
- Coupe d'Europe des vainqueurs de coupe de football 1998-1999 (finale)
- Euro 2000 (2 matchs)
- Supercoupe de l'UEFA 2000